# 華無慼
華無慼（？—前522年），子姓，华氏，名無慼，宋国右师华亥之子。
前522年，宋国华亥、向宁作乱，劫持了宋元公。六月十六日，华氏将太子栾和母弟辰、公子地作为人质，宋元公则将华亥的儿子华无慼、向宁的儿子向羅、华定的儿子華啟作为人质，与华氏结盟。宋元公向大司马华费遂请求，准备攻打华氏。冬季十月，宋元公杀了华氏、向氏的人质（華無慼、華啟、向羅）而攻打这两家。十月十三日，华亥、向宁逃亡到陈国，华登逃亡到吴国。